# Spitygniew I
Spitygniew I (ur. 875 zm. 915) - książę czeski od 891(?) roku z dynastii Przemyślidów.
Był synem Borzywoja i Ludmiły; starszym bratem Wratysława.
| 4. Gościwit |  |                   |  |  |                 |
|             |  | 2. Borzywoj I     |  |  |                 |
| 5. NN       |  |                   |  |  |                 |
|             |  |                   |  |  | 1. Spitygniew I |
| 6. Sławibor |  |                   |  |  |                 |
|             |  | 3. Ludmiła Czeska |  |  |                 |
| 7. NN       |  |                   |  |  |                 |
|             |  |                   |  |  |                 |

W lipcu 895 w Ratyzbonie wraz z księciem Witysławem złożył hołd królowi Arnulfowi z Karyntii.
Za panowania Spitygniewa I na ziemiach czeskich miała miejsce dalsza chrystianizacja, zapoczątkowana już za panowania jego ojca Borzywoja. Wtedy rozbudowano kościół Panny Marii w Pradze. Legenda o św. Wacławie zwana "Crescente fide" przypisywała Spitygniewowi I zbudowanie kościoła św. Piotra i Pawła w grodzie Budeč.
Roczniki podają dwie różne daty śmierci Spitygniewa I: 905 i 915; obecnie badacze opowiadają się za tą drugą datą.
Żona Spitygniewa nie jest znana ze źródeł pisanych. W kościele Najświętszej Marii Panny na Hradczanach odkryto grób należący prawdopodobnie do księcia. Jest w nim pochowana także kobieta (zm. ok. 918 r.), zapewne małżonka władcy. Spitygniew zmarł bezpotomnie.